# Kanton Pontrieux
Pontrieux is een voormalig kanton van het Franse departement Côtes-d'Armor. Het kanton maakte  deel uit van het arrondissement Guingamp. Het werd opgeheven bij decreet van 13 februari 2014 met uitwerking op 22 maart 2015.

## Gemeenten
Het kanton Pontrieux omvatte de volgende gemeenten:
- Brélidy
- Ploëzal
- Plouëc-du-Trieux
- Pontrieux (hoofdplaats)
- Runan
- Saint-Clet
- Saint-Gilles-les-Bois
- Quemper-Guézennec